# Krusica
Krusica (macedónul: Крушица) település Észak-Macedóniában, a Délnyugati körzet Kicsevói járásában, 2013-ig a Vranesticai járás része volt, ami teljes egészében beolvadt a Kicsevói járásba.

## Népesség
| Lakosok száma | 138  | 127  | 103  | 63   | 30   | 15   | 10   | 5    |      |
|               | 1948 | 1953 | 1961 | 1971 | 1981 | 1991 | 1994 | 2002 | 2021 |

2002-ben 5 lakosa volt, akik mindannyian macedónok.